# 中島真紀子
中島 真紀子（なかじま まきこ、1976年7月31日 - ）は、元北日本放送の女性レポーター。富山県魚津市出身。血液型B型。1999年入社。2003年には伊藤敏博とのデュエット曲『ふたりの富山』を発表した。2021年3月をもって同社を退社した。

## 退社時点での担当番組
ラジオ
- 高原兄の5時間耐久ラジオ 長て長てこたえられんが
- でるラジ